# Mygdal (parochie)
Mygdal is een parochie van de Deense Volkskerk in de Deense gemeente Hjørring. De parochie maakt deel uit van het bisdom Aalborg en telt 631 kerkleden op een bevolking van 698 (2004).
Historisch was de parochie deel van de herred Vennebjerg. In 1970 werd Mygdal deel van de toen gestichte gemeente Hjørring.
Asdal · Astrup · Bindslev · Bjergby · Byrum · Hals · Hirtshals · Hørmested · Horne · Lendum · Mosbjerg · Mygdal · Sindal · Sørig · Tolne · Tornby · Tversted · Uggerby · Ugilt · Vesterø · Vidstrup